# Piedra Museo
Pour les articles homonymes, voir Piedra.
Le site préhistorique de Piedra Museo est situé dans la province de Santa Cruz, dans le sud de l'Argentine, à 125 km au sud de la ville de Pico Truncado (en). L'abri de Piedra Museo était fréquenté par des nomades chasseurs-cueilleurs de l'Holocène ancien.

## Historique
Piedra Museo fut découvert vers 1910 par une équipe d'archéologues conduite par le paléontologue argentin Florentino Ameghino.
Plusieurs campagnes de fouilles internationales furent organisées par l'université nationale de La Plata entre 1990 et 1999, notamment sous la conduite de la chercheuse argentine Laura Miotti. Le chercheur au CNRS franco-italien Francesco d'Errico (en) y a participé.

## Description
Les fouilles ont exploré un gisement d'une superficie de 45 m2, présentant une stratigraphie de 2 m de profondeur.

## Vestiges
L'industrie lithique mise au jour comprend des outils taillés sur place, des nucléus, des pointes de lance à « queue de poisson ».
Ces vestiges lithiques étaient associés à des ossements d'herbivores tels que des mylodons, des paléo-camélidés, Lama guanicoe, Lama gracilis, Rhea americana, des équidés (Hippidium saldiasi).
Les ossements d'animaux montrent des traces de boucherie caractéristiques, telles que des sillons fusiformes fins et subparallèles, présentant des stries internes. La netteté de leurs bords indique qu'elles ont été pratiquées sur des os frais. Leur faible largeur évoque l'utilisation de tranchants non retouchés.

## Datation
Les fossiles humains les plus anciens ont été datés entre 11 100 et 10 300 ans avant le présent (début de l'Holocène) par les spécialistes de l'université de l'Arizona (États-Unis), à l'aide de la méthode du carbone 14 par spectrométrie de masse avec accélérateur (plus précise que la méthode classique).

## Autres sites
La province de Santa Cruz recèle plusieurs sites préhistoriques d'art rupestre ou pariétal, tels que ceux de la Cueva de las Manos, de Los Toldos et d'El Ceibo.

## Conservation
Les fossiles de Piedra Museo, ainsi que les artéfacts et pétroglyphes de Los Toldos, sont conservés au musée régional d'histoire de Pico Truncado.